# 11871 Norge
11871 Norge (1989 TP7) là một tiểu hành tinh vành đai chính được phát hiện ngày 7 tháng 10 năm 1989 bởi E. W. Elst ở Đài thiên văn Nam Âu.